# Uvarus elotus
Uvarus elotus är en skalbaggsart som först beskrevs av Guignot 1942.  Uvarus elotus ingår i släktet Uvarus och familjen dykare. Inga underarter finns listade i Catalogue of Life.